# Стеван Аврамовић
Стеван Аврамовић (? — Драгиње, 2. август 1880) је био прота Српске православне цркве из Орашја у Посавини и вођа српског устанка из 1858. године који је по њему добио назив Протина буна.

## Биографија
У јесен 1858. стао је на чело сељачке бине у Гардашчевичевом спахилуку, између Градачца, Брчког и Толисе. Буна је имала карактер аграрног покрета. У дводневној борби код Орашја 10 и 11. октобра устаници су разбијени у сукобу са турском редовном војском, па Аврамовић бежи у Славонију, а одакле је прешао у Србију. Учествовао је у борбама на Дрини 1876. и 1877. Посавска буна звала се у народу и Протина буна.